# Should've Known Better
Should've Known Better är en musiksingel från den dansk-guatemalanska sångerskan Soluna Samay. Låten är skriven av Remee, Chief 1 och Isam B.
Låten vann Dansk Melodi Grand Prix 2012 och representerade därmed Danmark vid Eurovision Song Contest 2012 i Baku i Azerbajdzjan. Låten framfördes i den första semifinalen den 22 maj. Där hade bidraget startnummer 13. Det tog sig vidare till finalen som hölls den 26 maj. Där startade bidraget som nummer 15 och hamnade på 23:e plats med 21 poäng.
Singeln släpptes den 23 januari 2012. Låten debuterade på andra plats på den danska singellistan den 27 januari och tog sig den andra veckan upp på första plats där den stannade en vecka i topp innan den föll ner till tredje plats den tredje veckan. Låten låg ytterligare en vecka inom topp-10 följt av fyra veckors lägre placeringar innan den föll bort från singellistan efter den 16 mars.

## Versioner
1. "Should've Known Better" – 3:03[9]
2. "Should've Known Better" (Karaokeversion) – 3:03[10]

## Listplaceringar
| Lista (2012) | Topplacering |
| ------------ | ------------ |
| Belgien      | 85           |
| Danmark      | 1            |